# 沢海藩

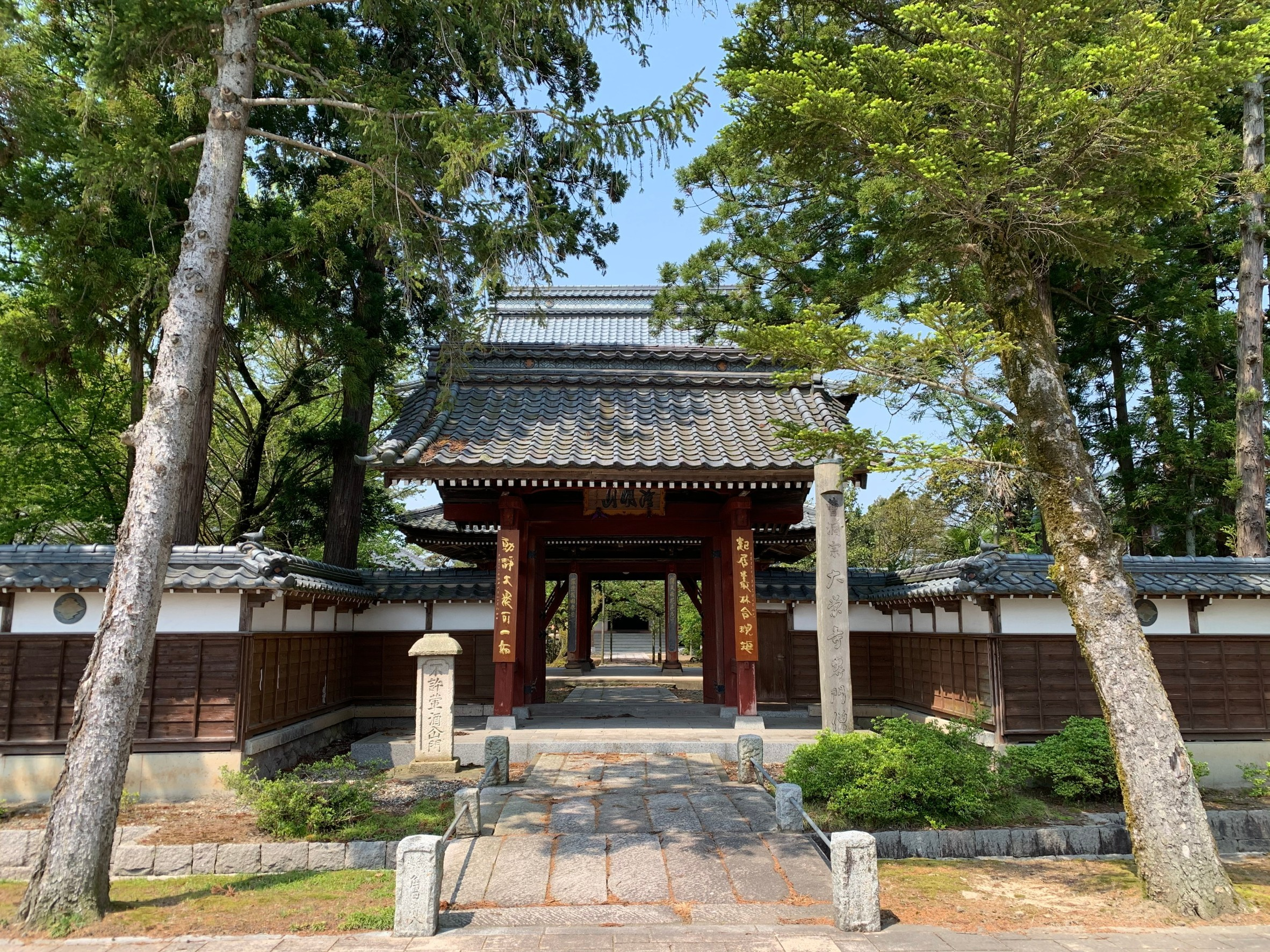
藩主溝口家の菩提寺である大栄寺（新潟市江南区沢海）

沢海藩（そうみはん）は、越後国蒲原郡沢海（現在の新潟県新潟市江南区横越地区）に存在した新発田藩の支藩。

## 概要

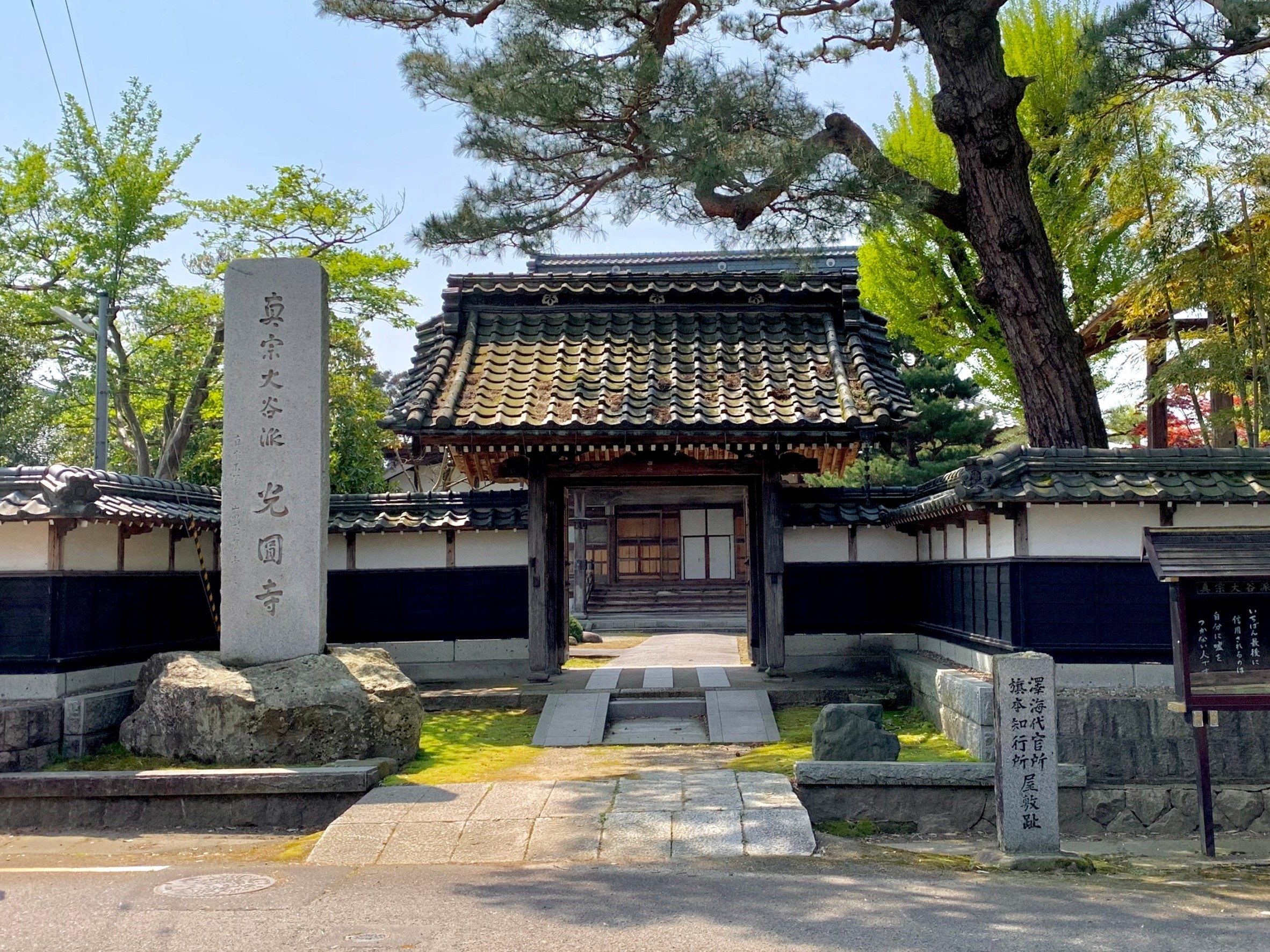
廃藩後に出雲崎代官所の出張陣屋や旗本小浜氏の知行所が置かれていた場所。現在の光圓寺（新潟市江南区沢海）

沢海藩の藩祖は新発田藩の藩祖溝口秀勝の次男・溝口善勝である。善勝は秀勝に早くから5000石を与えられ、慶長14年（1609年）には幕府から上野国内に2000石を与えられた。翌年、父の死により改めて1万2000を新発田藩より分与され、合計1万4000石を領する大名となって沢海藩を立藩するに至った。
善勝は大坂の陣には本家とは別行動をとって功を挙げた。その後も幕府に仕えて活躍し、寛永11年（1634年）に51歳で死去した。死後、家督は長男の政勝が継いだが、このとき弟の溝口助勝に3000石、溝口安勝に1000石がそれぞれ分与されたため、沢海藩の所領は1万石となった。寛文10年（1670年）に政勝が死去すると、家督は長男の政良が継いだ。政良は新田開発、藩政の整備などに尽力したが、天和3年（1683年）に死去した。
政良には息子に政武がいたが早世したため、甥の政親（加藤明友の次男）を養嗣子に迎えて跡を継がせた。ところが政親は養父と較べて無能で、百姓に対しては過酷な重税、おまけに酒に溺れては狂乱に陥る振舞いがあったため、貞享4年（1687年）8月、所領を没収されて兄の加藤明英の江戸藩邸にて謹慎を命じられた。こうして、沢海藩は廃藩となった。

## 歴代藩主
溝口家
1万4000石→1万石 外様 （1610年 - 1687年）
1. 善勝（よしかつ）
2. 政勝（まさかつ）
3. 政良（まさよし）
4. 政親（まさちか）